# Amytornis
Amytornis es un género de aves paseriformes de la familia Maluridae.

## Especies
El género contiene once especies:
- Amytornis barbatus (Favaloro y McEvey, 1968)
- Amytornis housei (Milligan, 1902)
- Amytornis woodwardi (Hartert, 1905)
- Amytornis dorotheae (Mathews, 1914)
- Amytornis merrotsyi (Mellor, 1913)
- Amytornis striatus (Gould, 1840)
- Amytornis goyderi (Gould, 1875)
- Amytornis textilis (Dumont, 1824)
- Amytornis modestus (North, 1902)
- Amytornis purnelli (Mathews, 1914)
- Amytornis ballarae (Condon, 1969)